# Анар (селище)
Ана́р (каз. Анар) — станційне селище у складі Аршалинського району Акмолинської області Казахстану. Адміністративний центр Анарського сільського округу.
Населення — 790 осіб (2021; 1117 у 2009, 1508 у 1999, 1762 у 1989).
Національний склад станом на 1989 рік:
- росіяни — 62 %.

## Видатні уродженці
- Жабняк Микола Євгенович — український легкоатлет.